# Antônio de Sousa Martins
Antônio de Sousa Martins (Oeiras, 1829 — Rio de Janeiro, 25 de dezembro de 1896) foi um jurista e magistrado brasileiro, chegando a ser procurador-geral da República e ministro do Supremo Tribunal Federal.

## Biografia
Nasceu na então vila de Oeiras, na província do Piauí, filho de Manuel de Sousa Martins II, Visconde da Parnaíba que governou o Piauí por largos anos (considerado um dos mais importantes personagens da independência da província do Piauí).
Antônio de Sousa Martins era bisneto de Dom Valério Coelho Rodrigues e Domiciana Vieira de Carvalho, por parte de Ana Rodrigues de Santana. Era, portanto, primo legítimo de Francisco de Sousa Martins e primo segundo de Antônio Coelho Rodrigues.
Formou-se em Ciências Jurídicas e Sociais pela Faculdade de Direito de Olinda, recebendo o grau de bacharel em 1853.
Iniciou sua carreira de magistrado ainda em sua província natal, como promotor público de Jaicós, por decreto de 22 de dezembro de 1854, e juiz municipal e de órfãos, sendo nomeado para igual cargo do termo de Santo Antônio da Patrulha. Aí completou o tempo da lei e, tendo-se habilitado, foi nomeado juiz de Direito da comarca de Alegrete, em decreto de 16 de outubro de 1860.
Em decreto de 21 de outubro de 1864, o governo imperial designou-lhe para a comarca de Taubaté, onde serviu durante o período de 14 de novembro de 1864 a 6 de março de 1866; deixou o exercício desse cargo por haver sido removido para a comarca de Itapecuru-Mirim, no Maranhão, em decreto de 10 de fevereiro de 1866, sendo depois removido para a da Paraíba, em decreto de 29 de novembro de 1873.
Em decreto de 3 de agosto de 1878, foi nomeado desembargador da Relação de Cuiabá, e removido para a de Belém, em decreto de 21 de outubro de 1880, ato que ficou sem efeito, sendo removido a pedido, em decreto da mesma data, para a de Ouro Preto. Aí exerceu o cargo de procurador da Coroa, Soberania e Fazenda Nacional, por decreto de 1 de dezembro de 1880, e foi removido para a Relação de Porto Alegre, em decreto de 6 de outubro de 1881.
Exerceu o cargo de Chefe de Polícia em três províncias do Império: Espírito Santo, nomeado em decreto de 12 de dezembro de 1862, sendo removido para a Província de Minas Gerais em decreto de 22 de maio de 1863, onde serviu de 11 de junho seguinte a 19 de maio de 1864, havendo pedido demissão, que lhe foi concedida em decreto de 30 de abril anterior; e Província do Rio Grande do Sul, nomeado em 7 de fevereiro de 1880, assumindo o cargo em 24 de março, sendo dispensado a pedido, em decreto de 31 de outubro do referido ano.
Reconhecendo seus serviços relevantes, o governo imperial nomeou-o, em decreto de 10 de dezembro de 1882, presidente da referida Relação, cargo a que foi reconduzido em decretos de 19 de dezembro de 1885 e 9 de setembro de 1888. No período republicano, em sessão de 7 de março de 1890 da referida Relação, foi eleito seu presidente.
Em virtude da reorganização da justiça brasileira, foi nomeado, em decreto de 29 de janeiro de 1891, juiz da Corte de Apelação do Distrito Federal, sendo eleito seu vice-presidente. Foi depois nomeado, em decreto de 12 de setembro de 1891, ministro adjunto do Conselho Supremo Militar, substituindo José da Mota Azevedo Correia, que fora aposentado.
Foi agraciado com o título do Conselho, em decreto de 11 de agosto de 1883.
Por decreto de 19 de setembro de 1894, foi nomeado ministro do Supremo Tribunal Federal; tomou posse em 10 de outubro seguinte e ocupou o cargo de procurador-geral da República por nomeação em decreto de 20 deste último mês, permanecendo nas funções até falecer.
Faleceu na capital federal, no dia de Natal de 1896, sendo sepultado no Cemitério São João Batista, em cova rasa, conforme pediu nas derradeiras disposições. Deixou viúva Gertrudes de Ataíde Martins, com quem teve, ao que se sabe, duas filhas: Ilza e Teonilha de Sousa Martins. Sua vaga no Supremo Tribunal foi preenchida com Manuel José Murtinho.